# 운동중학교
운동중학교(雲東中學校)는 대한민국 충청북도 청주시 상당구 운동동에 있는 공립 중학교이다.

## 학교 연혁
- 2003년 4월 30일 : 운동중학교 설립 인가
- 2007년 3월 1일 : 초대 김중식 교장 부임
- 2007년 3월 3일 : 제1회 입학식 (8학급 283명)
- 2007년 4월 25일 : 개교식
- 2017년 3월 1일 : 교육실습협력학교 지정
- 2022년 9월 1일 : 제8대 신완식 교장 부임
- 2024년 2월 16일 : 제15회 졸업식(졸업생 254명, 누계 3,221명)
- 2024년 3월 4일 : 제18회 입학식(9학급 251명)

## 참고 자료
- 운동중학교 - 한국교육학술정보원 학교알리미